# ニコラオス・カナボス
ニコラオス・カナボス（ギリシャ語: Νικόλαος Καναβός, ラテン文字転写: Nikolaos Kanabos; 1204年2月8日没）は、1204年1月末に一時的にビザンツ皇帝に選出された人物。第4回十字軍の傀儡であるイサキオス2世アンゲロスとアレクシオス4世アンゲロスに対抗して、元老院、聖職者、コンスタンティノープル住民によって1月25日もしくは27日に推戴された。ニコラオスは若い貴族で、おそらくアンゲロス家の一員であった。彼に帝位が巡ってきたのは、3日前から何人かの人物が帝位に推されたものの皆が固辞したためであった。ニコラオスも民衆に推戴されたが、帝権を受け入れることを拒み、ハギア・ソフィア大聖堂の中に逃げ込んだ。一方、イサキオス2世とアレクシオス4世を退位させたアレクシオス・ドゥーカスは、自分に行政権をもつ卓越した地位を与えるようニコラオスに要求したが、ニコラオスはこれも断固として拒否した。2月8日、ニコラオス・カナボスは大聖堂から引き出され、その大理石でできた飾り階段の上で絞殺された。
同時代の歴史家ニケタス・コニアテスは、ニコラオス・カナボスは親切で上品かつ知的な人物だったとしている。